# Ушаківка (Калінінградська область)
Ушаківка (рос. Ушаковка) — селище Полєського району, Калінінградської області Росії. Входить до складу Тургенєвського сільського поселення.
Населення —  31 особа (2015 рік). 

## Населення
| 2002 | 2010 |
| ---- | ---- |
| 32   | ↘31  |